# Старе Мјесто (Ухерско Храдиште)
Старе Мјесто (чеш. Staré Město) град је у Чешкој Републици. Град се налази у управној јединици Злински крај, у оквиру којег припада округу Ухерско Храдиште.

## Становништво
Према подацима о броју становника из 2014. године град је имао 6.807 становника.